# Marche des Billung

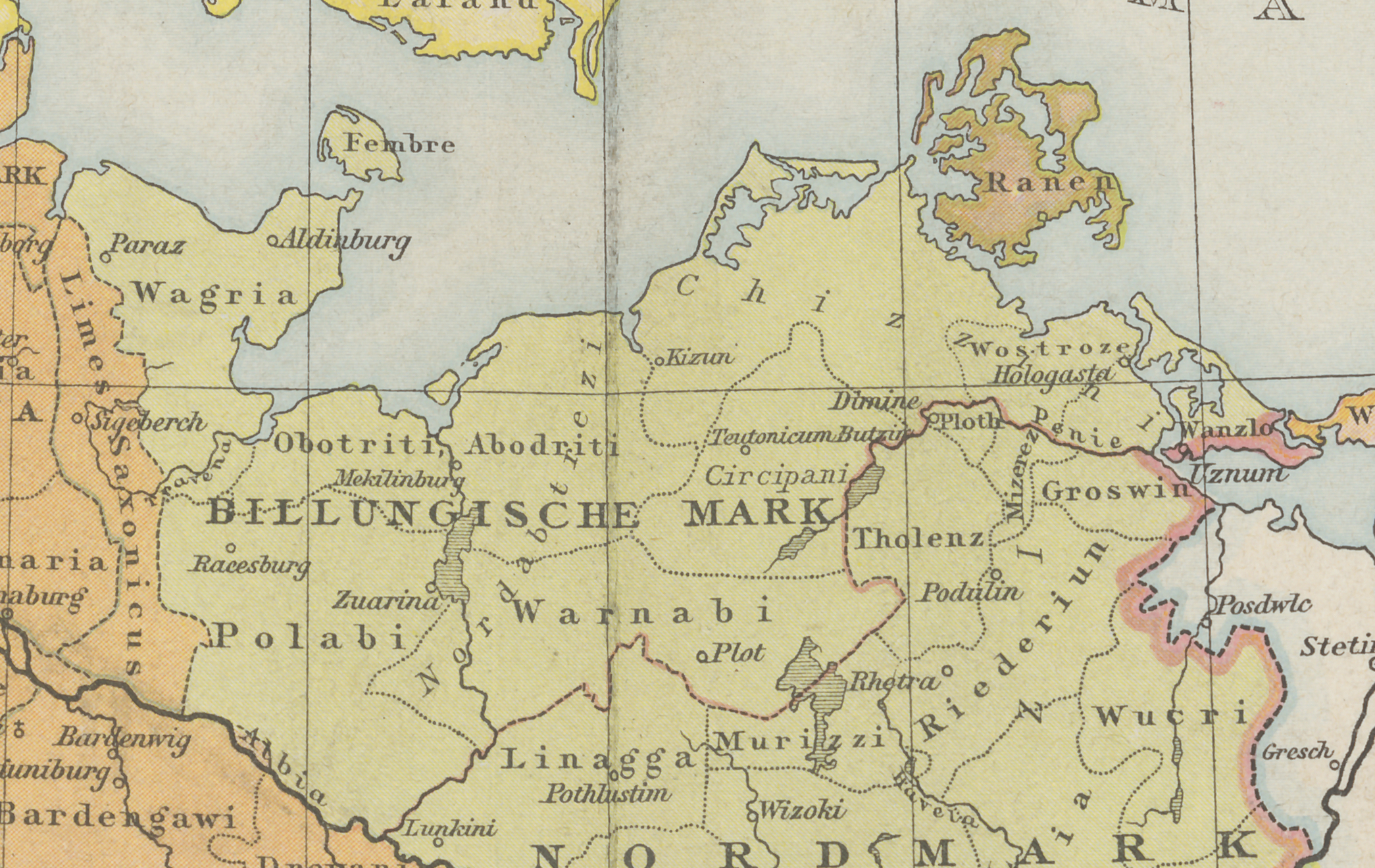
Représentation de la marche des Billung par Gustav Droysen, la ligne rouge indique la frontière avec la marca Geronis au sud.

La marche des Billung (en allemand : Mark der Billunger) ou de Billung, fut, selon l'historiographie traditionnelle, une marche à la frontière orientale de la Germanie aux Xe siècle. Elle comprenait les zones slaves au nord-est de l'Elbe s'étendant sur le territoire actuel des régions de Holstein-de-l'Est et Lauenbourg, ainsi que les terres voisines du Mecklembourg. Située à l'est des pays saxons, elle a été baptisée du nom de la famille Billung qui la gérait.

## Histoire
Au Haut Moyen Âge, la région a été peuplée par les tribus slaves (« Wendes »), notamment de la confédération des Abodrites comprenant également les tribus des Wagriens et des Polabes. La zone adjacente à l'est constituait la patrie de la fédération des Vélètes puis des Lutici. Vers l'an 800, les Abodrites s'étaient alliés à Charlemagne dans la guerre des Saxons ; ils résistèrent un certain temps à la colonisation germanique aux frontières orientales du duché de Saxe.

La marche des Billung (hachurée) au nord-est du royaume de Germanie.

D'après le chroniqueur Widukind de Corvey, le nouveau roi Otton Ier nomma le noble Hermann Billung († 973) son princeps militiae lors d'une campagne contre la fédération des Lutici en 936 ; dans un acte de 956, délivré par la chancellerie royale au monastère Saint-Michel de Lunebourg, il est appelé marchio (margrave). Selon les rapports de Widukind, Hermann était le suzerain des Wagriens, contre lesquels il commença une campagne en 967, et également des Abodrites sous leur prince Nakon et son fils Mistivoï. Néanmoins, la notion traditionnelle d'une « marche des Billung » à l'est de la Saxe, basée sur les réflexions du historien Georg Waitz au XIXe siècle, est remise aujourd'hui en question.
L’expansion germanique (Drang nach Osten) dans la région de la marche se faisait de manière « naturelle », les Allemands colonisant progressivement le territoire. Cela contrastait avec l’occupation militaire de la marca Geronis, la grande marche située au sud. Les Slaves de la marche de Billung s’entredéchiraient et n’ont pu opposer une résistance organisée face à la colonisation germanique. Hermann avait reçu une grande liberté de manœuvre dans sa marche. Il était parfois appelé « duc de Saxe » (un titre qui normalement était porté par Otton Ier) du fait des grands pouvoirs que le roi lui avait délégué dans le duché. L’absence de politique cohérente dans la germanisation des marches orientales a conduit à des siècles de guerres. L’Église, plus visionnaire que la couronne, a depuis le début prélevé la dîme dans les territoires colonisés.
Comme la marche du Nord, la marche de Billung a été abandonnée après que les tribus slaves se sont alliées et révoltées en 983, reprenant le contrôle de la région. Tandis que les régions à l'ouest sont venues sous la règle des comtes de Holstein dès 1110, les domaines des Abodrites ont été conquis uniquement par les forces de Henri le Lion, duc de Saxe, durant la croisade contre les Wendes en  1147. Le prince Niklot fut contraint de jurer son obéissance au duc en devenant un vassal saxon. Son fils et successeur Pribislav Ier devint le premier « prince de Mecklembourg » en 1167.

## Sources
- (en) James Westfall Thompson, Feudal Germany, vol. II, New York, Frederick Ungar Publishing Co., 1928.

- (en) Cet article est partiellement ou en totalité issu de l’article de Wikipédia en anglais intitulé « Billung March » (voir la liste des auteurs).